# Roger Dumas (compositeur)
Pour les articles homonymes, voir Roger Dumas (homonymie) et Dumas.
Roger Auguste Dumas est un compositeur et chef d'orchestre français né le 31 décembre 1897 à Salindres (Gard) et mort le 14 juin 1951 à Paris 9e.

## Biographie
Après ses études musicales au conservatoire de Nice puis au Conservatoire de musique et de déclamation à Paris, Roger Dumas est chef d'orchestre dans les années 1920 et 1930 au Casino de Toulon (ville où il enseigne en outre au Conservatoire). Dans cet établissement et sous sa direction musicale, est créée en 1924 sa première opérette, Flouette. La deuxième est Le Danseur du casino, créée à Orange en 1935.
Il devient compositeur de musique de film sur deux productions sorties respectivement en 1930 (Cendrillon de Paris, avec Alibert et Pauline Carton) et 1931 (Les Vagabonds magnifiques, avec Nadia Sibirskaïa et Georges Melchior). 
Son troisième film est Les Bleus de la marine de Maurice Cammage (1934, musique coécrite par Vincent Scotto), dont la vedette est Fernandel et le scénariste Jean Manse. En association avec ce dernier (beau-frère de l'acteur) comme librettiste, il compose sa troisième opérette, Ignace, créée à Marseille en 1935, puis reprise au Théâtre de la Porte-Saint-Martin à Paris en 1936, avec Fernandel dans le rôle-titre, Andrex, Edmond Castel, Alice Tissot et Henry Trévoux. Cette opérette est portée à l'écran sous le même titre, dans une réalisation de Pierre Colombier (1937), où Fernandel, Andrex et Alice Tissot reprennent leurs rôles respectifs.
Suit une collaboration avec Fernandel sur douze autres films français (auxquels Jean Manse participe le plus souvent, surtout comme parolier), dont Barnabé d'Alexandre Esway (1938), Simplet (réalisé par l'acteur, 1942) et L'Aventure de Cabassou de Gilles Grangier (1946). Leur dernier film ensemble est Uniformes et Grandes Manœuvres de René Le Hénaff, sorti en décembre 1950, quelques mois avant la mort prématurée (à 53 ans) du compositeur.
Celui-ci contribue également à huit films sans Fernandel, dont ses deux premiers déjà évoqués, Pierre et Jean d'André Cayatte (1943, avec Renée Saint-Cyr et Noël Roquevert) et Cécile est morte de Maurice Tourneur (1944, avec Albert Préjean personnifiant le commissaire Maigret).
La quatrième opérette de Roger Dumas est Un de la musique, créée au Théâtre de la Porte-Saint-Martin en 1937, avec Georges Milton, Louis Florencie et Alice Tissot. La cinquième (en partenariat avec Georges Van Parys pour la musique) est Les Chasseurs d'images, créée au Théâtre du Châtelet à Paris en 1946, avec Fernandel et René Lestelly. La sixième et dernière est La Chance d'Oscar (éditée en 1949), non représentée mais dont Fernandel enregistre sur disque 78 tours (publié en 1951) deux chansons — après d'autres précédemment, comme Ignace et On m'appelle Simplet, chansons-titres des films pré-cités —.

## Musiques de films (intégrale)
- 1930 : Cendrillon de Paris de Jean Hémard
- 1931 : Les Vagabonds magnifiques de Gennaro Dini
- 1934 : Les Bleus de la marine de Maurice Cammage (*)
- 1937 : Ignace de Pierre Colombier (*)
- 1937 : Les Rois du sport de Pierre Colombier (*)
- 1938 : Barnabé d'Alexandre Esway (*)
- 1939 : Berlingot et compagnie de Fernand Rivers (*)
- 1942 : Dédé la musique d'André Berthomieu
- 1942 : Simplet de Fernandel (*)
- 1943 : Pierre et Jean d'André Cayatte
- 1943 : Ne le criez pas sur les toits de Jacques Daniel-Norman (*)
- 1943 : La Main du diable de Maurice Tourneur
- 1943 : Adrien de Fernandel (*)
- 1943 : La Ferme aux loups de Richard Pottier
- 1943 : La Cavalcade des heures d'Yvan Noé (*)
- 1943 : Le Val d'enfer de Maurice Tourneur
- 1943 : La Bonne Étoile de Jean Boyer (*)
- 1944 : Cécile est morte de Maurice Tourneur
- 1946 : L'Aventure de Cabassou de Gilles Grangier (*)
- 1946 : Cœur de coq de Maurice Cloche (*)
- 1947 : Irma la voyante d'Antoine Toé (court métrage) (*)
- 1950 : Uniformes et Grandes Manœuvres de René Le Hénaff (*)

(*) : Films avec Fernandel

## Autres compositions (sélection)
- 1924 : Flouette, opérette sur un livret de J. Marlines (création au Casino de Toulon)
- 1926 : Ah, ne dites pas ça ; Cagoli-Cagola ; Chois l'Escavenier ; En Provence ; Je préfère l'écarté ; Mais si l'occasion se présente ; O parfums... Divins poèmes ; On a toujours tort... On a... ; Quand on a fait ça tout' la journée ; Quand on se mêl' de rien ; Y'a qu'ça : recueil de chansons populaires pour voix et piano
- 1927 : Les mensonges ; Mia Gorgonzolina ; O... O... Ophélie ; Par un soir gris ; Les Remords de Colombine ; Théo Théo ; Un coup d'œil ; La vadrouillarde ; Vision d'Orient ; Vive le printemps ; Yette : recueil de chansons populaires pour voix et piano
- 1935 : Le Danseur du casino, opérette (création à Orange)
- 1935 : Ignace, opérette sur un livret de Jean Manse (création à Marseille)
- 1937 : Un de la musique, opérette sur un livret de Camille François (création à Paris, Théâtre de la Porte-Saint-Martin)
- 1946 : Les Chasseurs d'images, opérette sur un livret d'André Mouëzy-Éon et Jean Manse, musique en collaboration avec Georges Van Parys (création à Paris, Théâtre du Châtelet)
- 1949 : La Chance d'Oscar, opérette (partition manuscrite)